# Kalina Mała (przystanek kolejowy)
Kalina Mała – zlikwidowany wąskotorowy przystanek kolejowy a dawniej stacja kolejowa w Kalinie Małej na linii kolejowej Charsznica Wąskotorowa – Kocmyrzów Wąskotorowy, w powiecie miechowskim, w województwie małopolskim, w Polsce.